# Frampol
Frampol – miasto w południowej części województwa lubelskiego, w powiecie biłgorajskim; siedziba gminy miejsko-wiejskiej Frampol.

## Części miasta

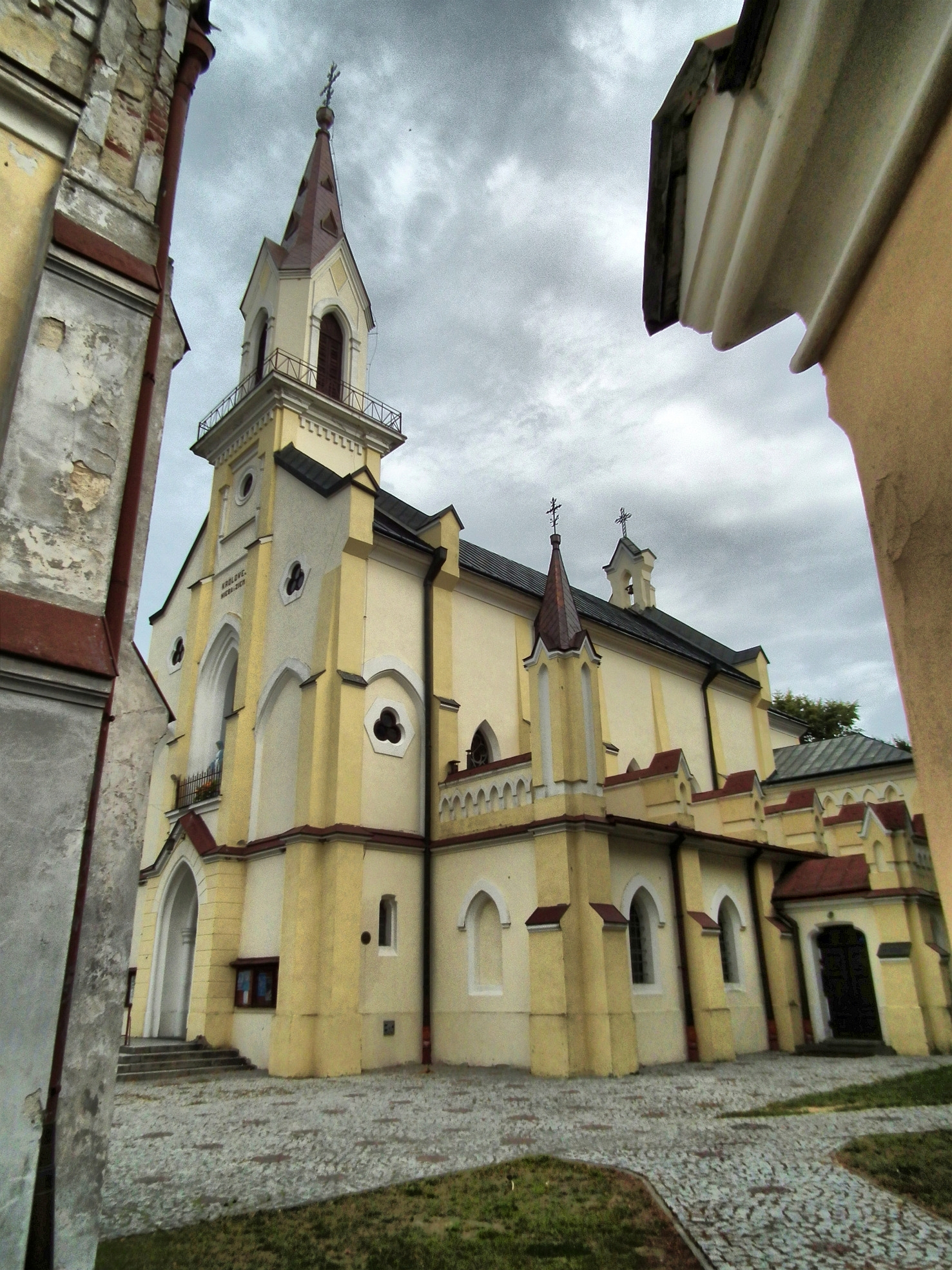
Kościół pw. św. Nepomucena i Matki Boskiej Szkaplerznej

| SIMC    | Nazwa   | Rodzaj       |
| ------- | ------- | ------------ |
| 0887204 | Bęben   | część miasta |
| 0887227 | Cacanin | część miasta |
| 0887210 | Fabryka | część miasta |

## Położenie
Frampol położony jest na pograniczu Roztocza Zachodniego i Równiny Biłgorajskiej. Północno-wschodnia i wschodnia część obszarów gminy stanowi fragment Szczebrzeszyńskiego Parku Krajobrazowego, a południowa strefę ochronną Lasów Janowskich. Urozmaiconą rzeźbę terenu wieńczy dolina rzeki Białej Łady.
Odległości od ważniejszych okolicznych ośrodków miejskich: Lublin – 68 km, Biłgoraj – 16 km, Zamość – 47 km, Kraśnik – 49 km.
Frampol leży w dawnej ziemi lubelskiej, stanowiącej część historycznej Małopolski.
W latach 1975–1998 miasto należało do województwa zamojskiego.

## Historia
Początki Frampola, w wyniku braku źródeł, nie są definitywnie wyjaśnione. W świetle najnowszych badań powstanie miasta należy sytuować na znaną już wcześniej, ale ignorowaną datę, 1717 roku, kiedy właścicielem dóbr radzięcińskich został hrabia Marek Antoni Butler. W akcie uposażenia Parafii Radzięcin z 20 października 1717 roku, Butler stwierdza, że się nowe miasto funduje. Słownik Geograficzny Królestwa Polskiego podaje z kolei, że Frampol powstał w roku 1705, z inicjatywy Franciszka Butlera, co jednak nie znajduje potwierdzenia w źródłach historycznych, a sam Franciszek w ogóle nie istniał. Chociaż z roku 1708 pochodzi wzmianka z ksiąg metrykalnych o „miasteczku” Radzięcin, a na gruntach tej wsi powstał Frampol. Proces lokacji postępował powoli, ale nazwa Franopole pojawiła się już w 1722. Sama nazwa pochodzi od imienia żony założyciela – Franciszki z d. Szczuka.
Frampol założono na gruntach Radzięcina, Starej Wsi i Sokołówki. W 1735 istniała już gmina żydowska posiadająca swój kirkut. Powstały tu ośrodek handlowo-rzemieślniczy przypuszczalnie nigdy nie otrzymał przywileju lokacyjnego, a zastąpił go przywilej na jarmarki udzielony Markowi Antoniemu Butlerowi 31 grudnia 1738 przez króla Augusta III. W 1740 roku przez Józefa Butlera został ufundowany kościół drewniany, początkowo podlegający pod parafię Radzięcin. Parafię erygowano we Frampolu w 1778 roku, a obecny kościół oddano do użytku wiernym w 1878 r.
20 XI 1773 roku, dzięki przywilejowi właścicieli Jana Wisłockiego i Anny z.d. Butler mieszkańcy posiedli prawo do wyboru rajców miejskich.
3 VI 1798 roku Antoni Wisłocki po zawarciu porozumienia ze swoim bratem Ignacym został jedynym właścicielem Frampola. W kolejnych latach grunty na terenie miejscowości zostają odsprzedane mieszczanom w zamian za coroczny czynsz.
We Frampolu został wprowadzony w życie, opracowany przez nieznanego z imienia twórcę, teoretyczny projekt idealnego planu zabudowy miasta. Wokół kwadratowego rynku, zorientowanego według stron świata, zaprojektowano coraz to większe kwadraty ulic połączone ze sobą ośmioma ulicami wychodzącymi promieniście ze środka rynku. Kwadrat był obwiedziony czterema ulicami stodolnymi stanowiącymi jednocześnie dojazd do pól. Pierwotna długość jednego boku rynku (225 m) przewyższała największy rynek w Polsce i Europie – krakowski (200 × 200 m). Obecnie zmniejszony już przez kolejne zabudowy, frampolski rynek obejmuje kwadrat o boku 140 m. Układ przestrzenny Frampola jest ewenementem w skali kraju.
Miasto było ważnym ośrodkiem rzemieślniczym – przede wszystkim tkackim, ale też włosiankarskim i sitarskim. Podobnie jak większość miejscowości w okolicy, Frampol był w całości zbudowany z drewna. W XIX wieku spadło znaczenie miasteczka jako ośrodka rzemieślniczego i handlowego. W 1870 roku miejscowość (podobnie jak okoliczne miasteczka, np. Goraj czy Turobin) straciła prawa miejskie. Nie przeszkodziło to osadzie w rozwoju, zwłaszcza produkcji tkackiej. W tym okresie powstawały tu znane płótna frampolskie. Według opisu z początku XX wieku, „nie ma domu, w którym nie byłoby jednego czy kilku warsztatów tkackich”. Produkcja skierowana była jednak głównie na rynek lokalny. W roku 1903 powstała we Frampolu spółka tkaczy wytwarzająca przede wszystkim bieliznę stołową, a także ręczniki, chusteczki i szale. Zatrudniała 30 robotników.
W okresie międzywojennym na terenie osady istniał Urząd Pocztowy, Straż Pożarna, Związek Strzelecki, Posterunek Policji Państwowej, oraz ogniska życia kulturalnego – szkoła powszechna, biblioteka i koła młodzieżowe. Swoją działalność duszpasterską reprezentuje parafia rzymskokatolicka im. św. Jana Nepomucena i Matki Bożej Szkaplerznej. Jednocześnie kwitło we Frampolu życie społeczno-kulturalno-polityczne wśród mieszkańców osady. Według spisu powszechnego z 1921 roku Frampol zamieszkiwało 2720 osób.

### II wojna światowa
Na początku wojny, 13 września 1939 roku, Frampol został zbombardowany, mimo że nie było tu żadnych obiektów wojskowych. W wyniku nalotu zniszczone zostało 90% budynków. Jak się później okazało, było to bombardowanie ćwiczebne Luftwaffe.
W czasie II wojny światowej teren gminy Frampola zamieszkanej w lipcu 1942 roku przez 8141 osób, w tym 703 Żydów, objęty został przez okupanta „Operacją Reinhard” (Aktion Reinhardt). Dnia 2 listopada 1942 roku osada została otoczona przez silny oddział Schupo, który rozpoczął gromadzenie Żydów na rynku. Opornych i próbujących ucieczki rozstrzeliwano na miejscu. Tak zebranych Żydów skierowano pieszo do Zwierzyńca, a stamtąd koleją do obozu zagłady w Bełżcu. W wyniku zarządzenia wójta zamordowanych pochowano w zbiorowej mogile usytuowanej na terenie cmentarza żydowskiego. Według późniejszych obliczeń śmierć tego dnia poniosło około 400 Żydów, a pozostałych przy życiu skierowano do Bełżca. Ostatecznie kolejne dwie akcje wyłapywania ocalałych Żydów doprowadziły do tego, że do końca 1942 roku społeczność ta została w miejscowości i całej gminie praktycznie całkowicie zlikwidowana. Nieliczni mieszkańcy z narażeniem własnego życia ukrywali Żydów do zakończenia okupacji niemieckiej w lipcu 1944. Spis ludności z marca 1943 r. wykazywał, że w osadzie zarejestrowanych było 1289 mieszkańców.
Kolejne represje okupanta niemieckiego, które objęły Frampol wraz z okolicznymi wioskami zostały zapoczątkowane akcją wysiedleńczą o kryptonimie Werwolf (Wilkołak). 30 czerwca 1943 roku zostało ujętych około 270 męskich mieszkańców Frampola. Podczas drugiej fazy akcji zdołano wysiedlić około 150 osób, w tym matki, dzieci i osoby w podeszłym wieku. Bezpośrednio w wyniku akcji „Werwolf” śmierć poniosły 2 osoby, kolejne dwie odniosły rany.
Po wojnie odbudowa zasobów mieszkaniowych trwała przez około 30 lat. W 1993 r. Frampol odzyskał prawa miejskie utracone rozkazem carskim za udział jego mieszkańców w powstaniu styczniowym. Obecnie jest jednym z najmniejszych miast w Polsce, pełni funkcję lokalnego ośrodka usługowo-handlowego.

## Zabytki, atrakcje turystyczne
- charakterystyczny układ urbanistyczny, rynek
- „zabudowa stodolna” z I połowy XIX w.
- cmentarz żydowski
- plebania z XIX w.
- neogotycki kościół parafialny z XIX w.
- szkoła – pomnik we Frampolu

## Transport

### Połączenia Drogowe
Przez Frampol przebiegają następujące drogi:
 Droga krajowa nr 74: na wschodzie łącząca Frampol ze Szczebrzeszynem, Zamościem i Hrubieszowem aż do granicy z Ukrainą, na zachodzie biegnąca przez Janów Lubelski, Kraśnik, Annopol, Opatów, Kielce, Piotrków Trybunalski i Wieluń
 Droga wojewódzka nr 835: na północy prowadząca przez Goraj do Lublina, na południu biegnie przez miasta: Biłgoraj, Tarnogród, Sieniawa, Przeworsk, Kańczuga, Jawornik Polski, Dynów, kończąc w we wsi Grabownica Starzeńska

## Demografia
Liczące 1432 mieszkańców miasto w 2021 było czwartym od końca (po Józefowie nad Wisłą, Goraju i Siedliszczu) pod względem liczby ludności miastem województwa lubelskiego.
Udział grup wiekowych w populacji Frampola w 2014 roku przedstawia poniższa piramida wieku.

## Religia
W miejscowości siedzibę ma parafia pw. św. Jana Nepomucena i Matki Bożej Szkaplerznej. W strukturze Kościoła rzymskokatolickiego należy ona do metropolii przemyskiej, diecezji zamojsko-lubaczowskiej, dekanatu Biłgoraj – Północ.

## Sport

### KS Włókniarz Frampol
We Frampolu funkcjonuje Klub Sportowy „Włókniarz” Frampol, amatorski klub piłkarski, założony w 1987 roku. Obecnie drużyna seniorów gra w zamojskiej „A” Klasie. Klub charakteryzuje się tym, że stawia na swoich wychowanków. Juniorzy „Włókniarza” od kilku lat utrzymują się na najwyższych miejscach w lidze. Barwy zespołu: granatowo-czarne. „Włókniarz” rozgrywa mecze na Stadionie przy ul. Fabrycznej o pojemności 500 widzów, znajdującym się we Frampolu.

## Galeria

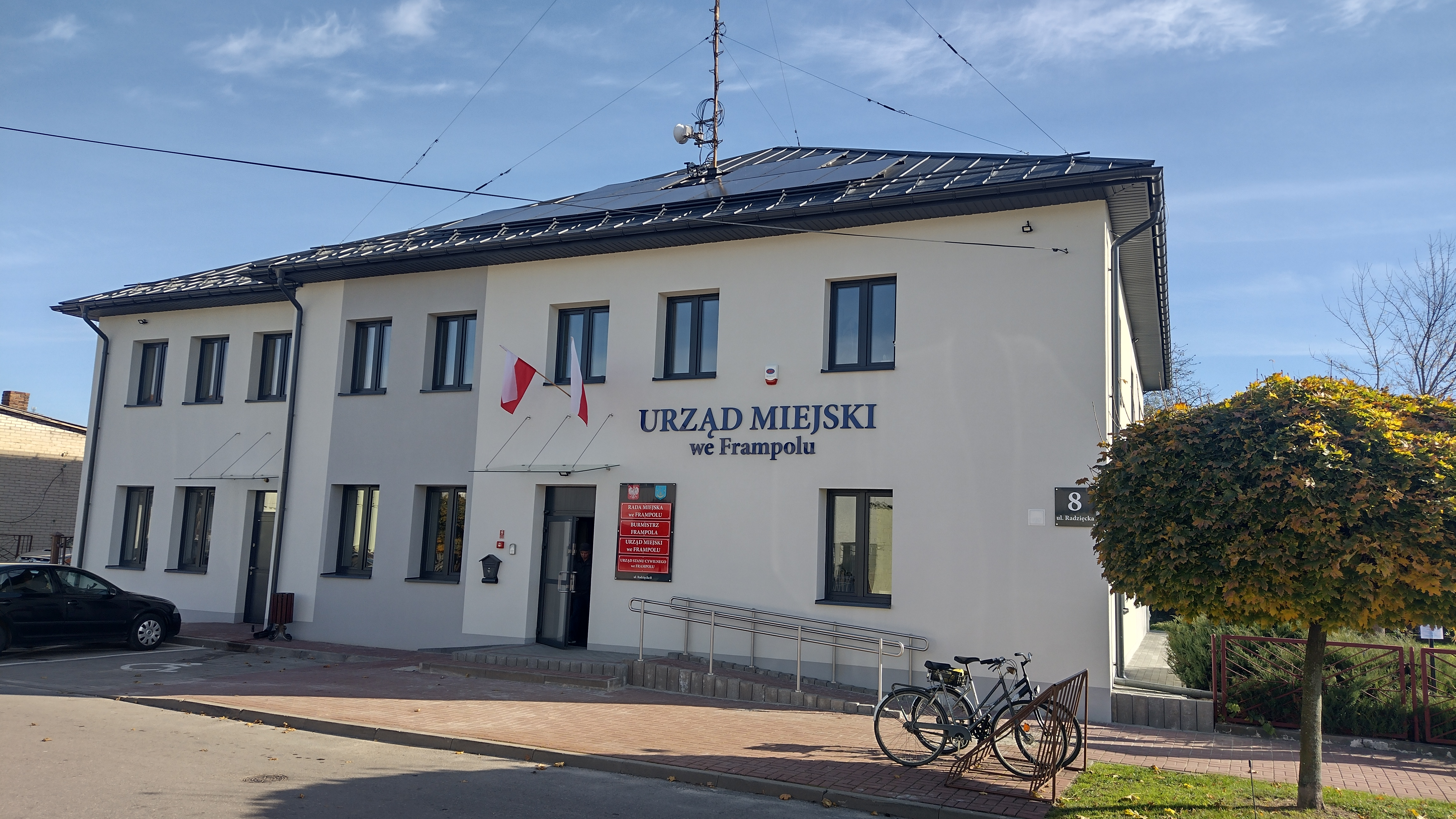
Urząd Miejski we Frampolu
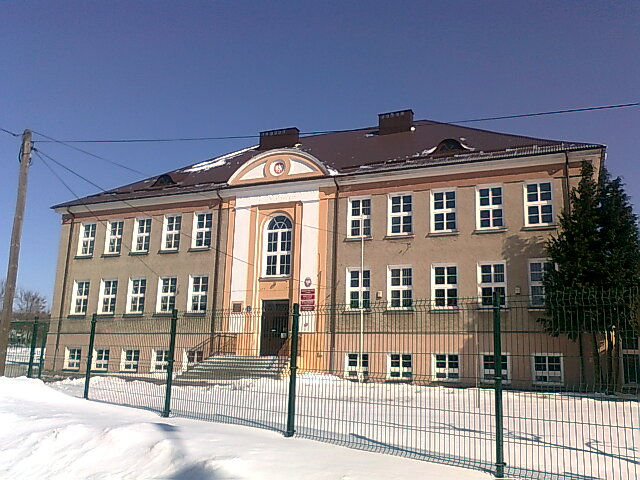
Szkoła przy ul. Gorajskiej
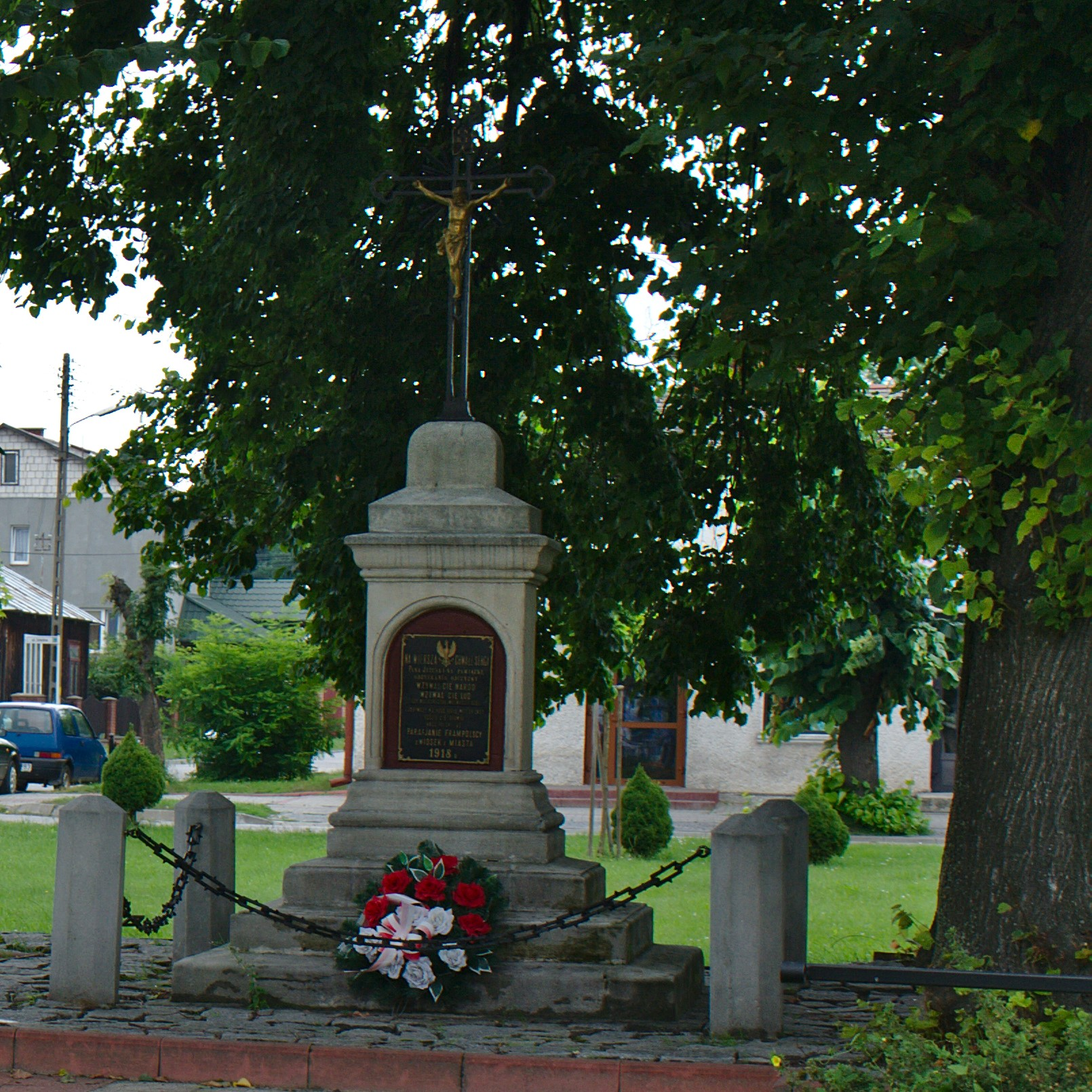
Pomnik Odzyskania Niepodległości
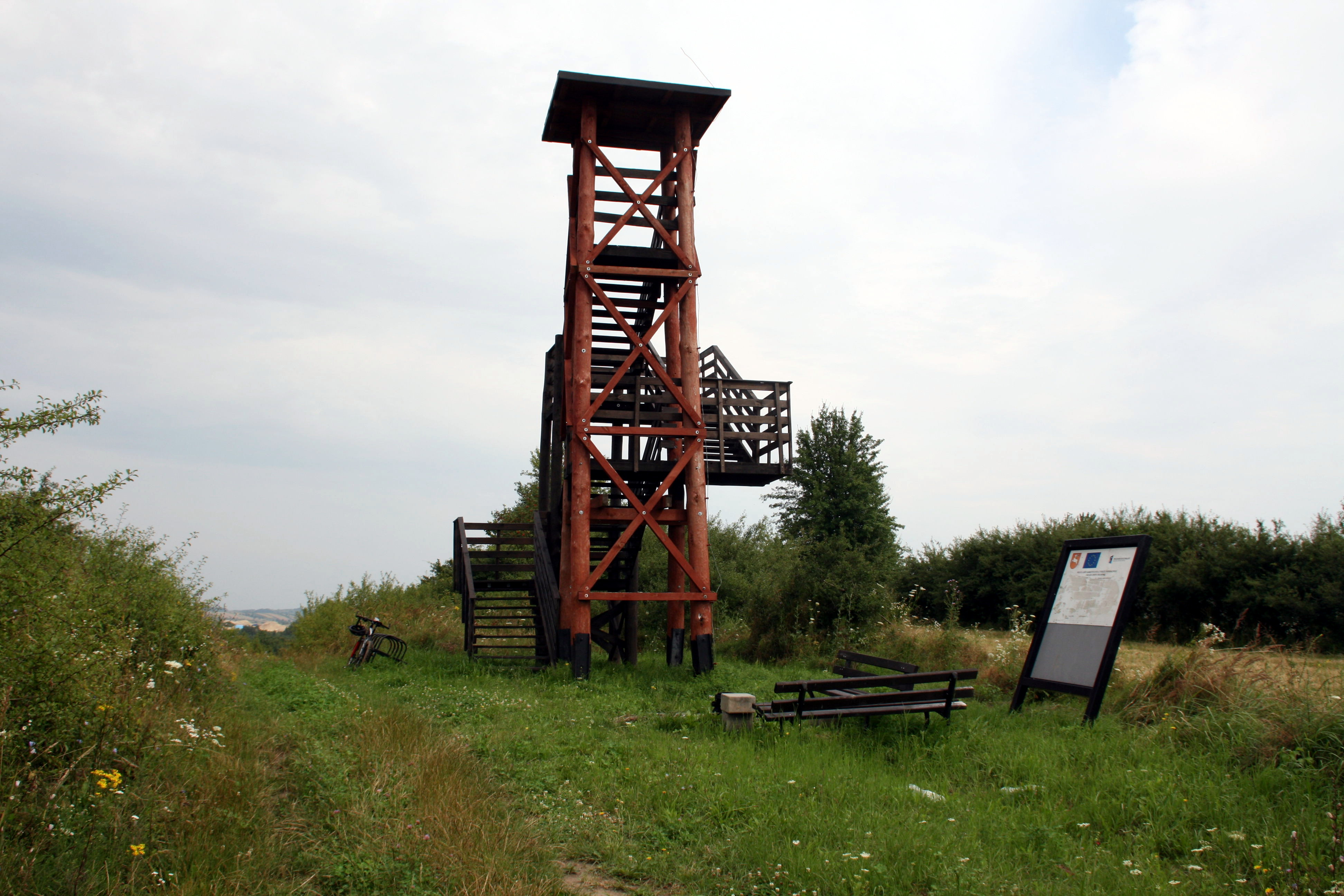
Wieża widokowa na wzgórzu nad Frampolem
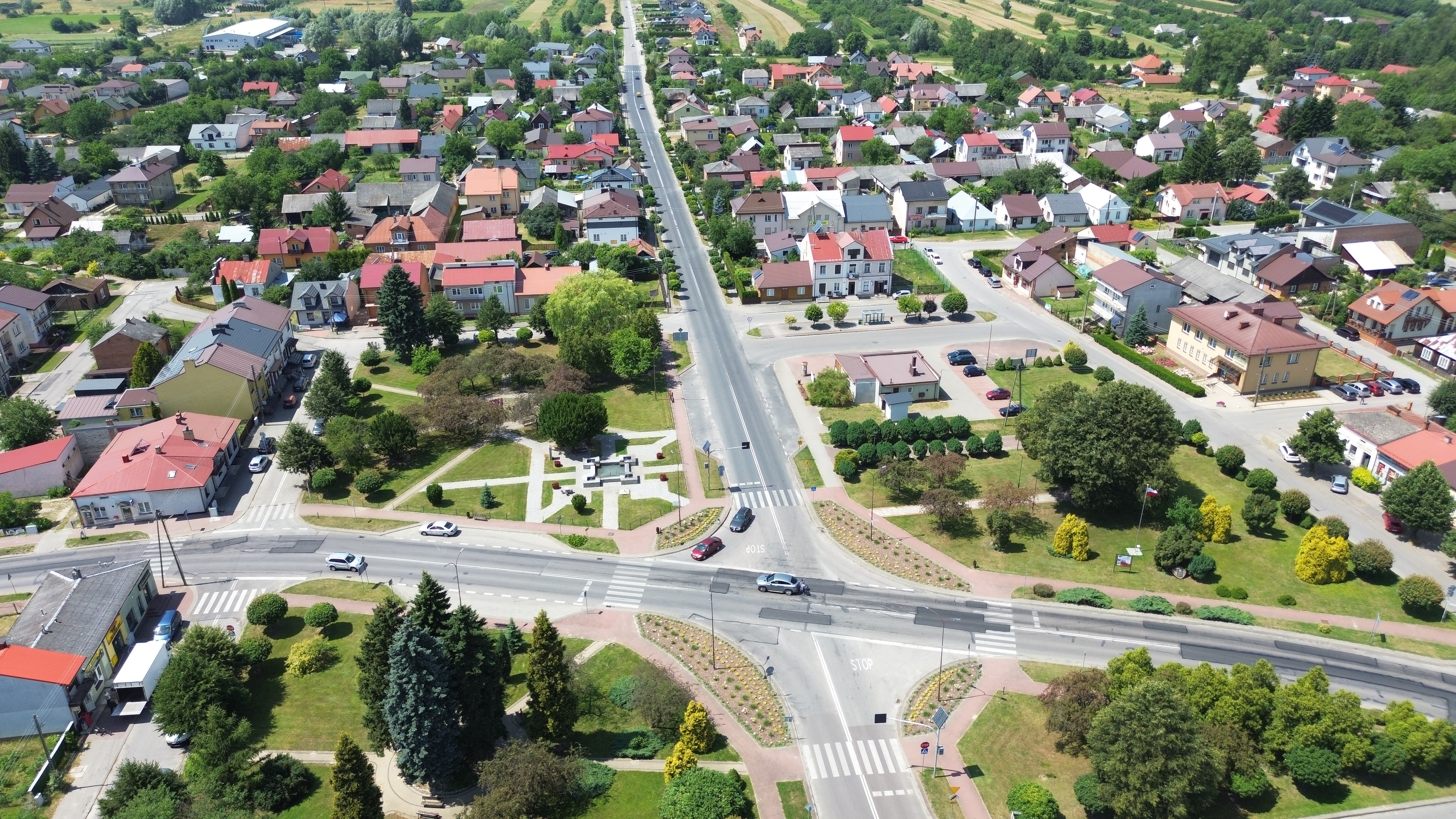
Frampol z lotu ptaka